# Marzabotto (przystanek kolejowy)
Marzabotto (włoski: Stazione di Marzabotto) – przystanek kolejowy w Marzabotto, w regionie Emilia-Romania, we Włoszech. Znajdują się tu 2 perony. Jest zarządzna przez Rete Ferroviaria Italiana.